# Via spino-cerebellare ventrale
La via spino-cerebellare ventrale è una via nervosa che monitora le informazioni sugli archi riflessi spinali e veicola  segnali propriocettivi dal corpo al cervelletto.

## Decorso
Il primo neurone della via, come per la via spino-cerebellare dorsale, è una cellula gangliare spinale che termina perifericamente con un corpuscolo del Pacini perimisiale o con un fuso neuromuscolare. Percorre il corno posteriore del midollo spinale e la sostanza grigia intermedia, non nella colonna di Clarke ma lateralmente ad essa, incrocia nella commissura bianca e risale nei cordoni laterali controlaterali. Sale lungo tutto il midollo spinale e il tronco encefalico. Nel tronco encefalico (a livello del mesencefalo) si ferma e decussa nuovamente (è una via doppiamente crociata anatomicamente e funzionalmente omolaterale), per poi entrare nella corteccia paleo-cerebellare (soprattutto lobo anteriore ma anche corteccia vermiana) attraverso il peduncolo cerebellare superiore.